# Double Platinum
Double Platinum — альбом лучших песен группы Kiss. Вышел в 1978 году.
На этом двойном альбоме-компиляции были собраны все крупнейшие хиты Kiss на то время («Rock and Roll All Nite», «Beth», «Detroit Rock City», «Calling Dr. Love», «Love Gun»), а также ряд песен со сторон «Б» синглов группы и треков, до этого издававшихся только на альбомах.
По мнению Стивена Томаса Эрлевайна с музыкального сайта AllMusic, этот альбом, где собраны не только хиты, но и ключевые альбомные треки и песни, пользовавшихся самым большим успехом на концертах («Cold Gin», «Deuce», «Black Diamond» и «She»), собрал все самые важные и необходимые к покупке песни группы. Но есть одно но: песня «Strutter» была представлена не оригиналом, а записанной специально для альбома новой версией. Как пишет музыкальный критик, новая версия очевидно была записана в 1978 году только для того, чтобы заставить коллекционеров и больших фанатов группы этот альбом купить. Ведь все остальные представленные на альбоме записи у них к тому времени уже были. Критик заключает, что с оригинальной версией этой песни компиляция была бы дефинитивной, но и как есть это «очень, очень хороший обзор» творчества группы.

## Список композиций
| №  | Название                   | Автор(ы)                       | Длительность |
| -- | -------------------------- | ------------------------------ | ------------ |
| 1. | «Strutter ’78»             | Paul Stanley, Gene Simmons     | 3:43         |
| 2. | «Do You Love Me?»          | Stanley, Bob Ezrin, Kim Fowley | 3:32         |
| 3. | «Hard Luck Woman» (Remix)  | Stanley                        | 3:23         |
| 4. | «Calling Dr. Love» (Remix) | Simmons                        | 3:20         |
| 5. | «Let Me Go, Rock ’n’ Roll» | Stanley, Simmons               | 2:15         |

| №   | Название            | Автор(ы) | Длительность |
| --- | ------------------- | -------- | ------------ |
| 6.  | «Love Gun»          | Stanley  | 3:17         |
| 7.  | «God of Thunder»    | Stanley  | 4:14         |
| 8.  | «Firehouse» (Remix) | Stanley  | 3:20         |
| 9.  | «Hotter than Hell»  | Stanley  | 3:30         |
| 10. | «I Want You»        | Stanley  | 3:02         |

| №   | Название                            | Автор(ы)                                      | Длительность |
| --- | ----------------------------------- | --------------------------------------------- | ------------ |
| 11. | «Deuce» (Remix)                     | Simmons                                       | 3:02         |
| 12. | «100,000 Years» (Remix)             | Stanley, Simmons                              | 3:24         |
| 13. | «Detroit Rock City» (Remix)         | Stanley, Ezrin                                | 3:35         |
| 14. | «Rock Bottom (Intro) / She» (Remix) | Ace Frehley, Stanley/Simmons, Stephen Coronel | 5:27         |
| 15. | «Rock and Roll All Nite»            | Stanley, Simmons                              | 2:48         |

| №   | Название                    | Автор(ы)                          | Длительность |
| --- | --------------------------- | --------------------------------- | ------------ |
| 16. | «Beth»                      | Peter Criss, Stan Penridge, Ezrin | 2:45         |
| 17. | «Makin’ Love»               | Stanley, Sean Delaney             | 3:12         |
| 18. | «C’mon and Love Me» (Remix) | Stanley                           | 2:54         |
| 19. | «Cold Gin»                  | Frehley                           | 4:22         |
| 20. | «Black Diamond» (Remix)     | Stanley                           | 4:14         |